# Oxycodon
Oxycodon (auch Dihydrohydroxycodeinon) ist ein stark wirkendes semisynthetisches Opioid mit hohem Suchtpotenzial, das vor allem als Schmerzmittel bei starken Schmerzen des Menschen angewendet wird. Es wirkt an den μ-, κ- und δ-Opioidrezeptoren in Gehirn, Rückenmark und Organen. Die Schmerzlinderung setzt in der Regel innerhalb von 15 Minuten ein und hält bei retardierter Freisetzung bis zu 12 Stunden an. Häufigste Nebenwirkungen sind Übelkeit, Verstopfung und Schläfrigkeit; gefährlichste Nebenwirkung ist die lebensbedrohliche Atemdepression bei Überdosierung. Typische Darreichungsform ist die Tablette. Oxycodon hat seit Ende der 1990er Jahre im Rahmen der Opioidkrise in den Vereinigten Staaten Bekanntheit erlangt.

## Entwicklungsgeschichte
Oxycodon wurde 1916 von Martin Freund (1863–1920) und Edmund Speyer (1878–1942) an der Universität Frankfurt/Main entwickelt und ein Jahr später von Merck in Darmstadt unter dem Namen Eukodal als schmerz- und hustenstillendes Mittel auf den Markt gebracht. Seit 1919 wird es als Analgetikum therapeutisch genutzt.
Die ersten Fälle von Oxycodon-Missbrauch, der in Analogie zum Morphinismus Eukodalismus genannt wird, wurden zu Beginn der 1920er Jahre geschildert. Im Zweiten Weltkrieg wurden dem Diktator Adolf Hitler von seinem Leibarzt Theo Morell angeblich regelmäßig Oxycodoninjektionen verabreicht.
Die übliche Dosierung wurde in den 1960er Jahren mit 5 bis 10 mg als Hydrochlorid angegeben. Eukodal war bis 1990 in Deutschland im Handel und wurde wegen des sehr hohen Sucht- und Missbrauchspotenzials vom Markt genommen.
In Deutschland und den Vereinigten Staaten wird Oxycodon unter den Markennamen Oxygesic (und generischen Namensformen) bzw. Oxycontin als verschreibungspflichtiges Medikament vertrieben. Zusätzlich unterliegt Oxycodon in Deutschland dem Betäubungsmittelgesetz. Oxycodon ist in verschiedenen Arzneiformen erhältlich. Es gibt u. a. Tabletten mit rascher Freisetzung, Retardtabletten (5–120 mg Wirkstoff enthaltend), Zäpfchen, Hartkapseln (mit 5–20 mg Wirkstoff) und sehr schnell wirksame Injektionslösungen (10 mg Wirkstoff pro Milliliter).
Seit Herbst 2006 gibt es Oxycodon zusammen mit dem Opioidantagonisten Naloxon als Kombinationspräparat. Diese agonistisch-antagonistisch wirkende Kombination, unter dem Handelsnamen Targin (als Retardtablette mit 5 bis 80 mg Oxycodon und 2,5 bis 40 mg Naloxon) wie Oxygesic von Mundipharma vertrieben, soll hauptsächlich der von Opioiden verursachten Verstopfung (Obstipation) entgegenwirken. Zudem kann der Naloxon-Anteil, wie auch bei der Kombination Tilidin/Naloxon, die missbräuchliche Verwendung speziell durch Drogenabhängige verhindern.
Im Zusammenhang mit dem dramatisch angestiegenen Oxycodonmissbrauch in den USA entwickelte ein Unternehmen ein Retardpräparat, das missbrauchsresistent sein soll (Remoxy). Es handelt sich um eine Kapsel, die sich leicht herunterschlucken lässt. Der Wirkstoff, Oxycodon, befindet sich im Kapselinneren in einer klebrigen, zähflüssigen Masse, die sich weder injizieren noch sniefen lässt. Weder durch Einlegen in hochprozentigen Alkohol noch durch Zerkleinern nach Einfrieren (bis −80 °C) kann das Oxycodon freigesetzt werden. Die FDA versagte dem Medikament 2018 aufgrund eines ungünstigen Risiko-Nutzen-Verhältnisses die Zulassung für den US-amerikanischen Markt.
Seit 2007 ist Oxycodon als Generikum erhältlich.

## Wirkung
Oxycodon wirkt an verschiedenen Opioidrezeptoren im Gehirn als Agonist und hat keine antagonistischen Effekte. Die schmerzstillende Wirkung, also die analgetische Potenz, entspricht etwa der zweifachen des Morphins und hält 4 bis 6, bei Retardpräparaten 8 bis 12 Stunden an. Wegen seiner zusätzlichen Wirkung am κ-Rezeptor wurde sowohl eine bessere Verträglichkeit als auch eine bessere Wirkung bei neuropathischen Schmerzen propagiert, wofür es jedoch keine kontrollierten, randomisierten Studien gibt.
In Fixkombination mit Naloxon wird Oxycodon auch beim Restless-Legs-Syndrom angewendet.
Oxycodon wirkt auch dämpfend auf das Hustenzentrum; die Substanz wurde daher in der Vergangenheit wie Codein auch als Hustenmittel-Wirkstoff verwendet.

## Nebenwirkungen
Oxycodon hat – wie alle Opioidanalgetika – ein Sucht- und Abhängigkeitspotenzial. Es kann, wie andere Opioide, eine psychische Abhängigkeit und bei langfristiger Einnahme auch eine körperliche Abhängigkeit verursachen. Zudem gibt es ein Missbrauchspotenzial ähnlich dem anderer starker Opioide.
Oxycodon hat ein signifikantes Euphorisierungspotenzial. Die stärkere suchterzeugende Wirkung im Vergleich zu Morphin erklärt sich aus der Tatsache, dass (auch bei den retardierten Präparaten) etwa ein Drittel des Wirkstoffes innerhalb der ersten 15 Minuten freigesetzt wird, die Wirkung tritt dann nach ca. 10–20 Minuten ein. Kontrollierte Studien zu diesem für die Praxis relevanten Problem wurden bisher nicht veröffentlicht. Es wird davor gewarnt, dass durch missbräuchliches Zerreiben oder Mörsern der Tabletten das Retardierungssystem zerstört und der gesamte Inhalt sofort wirksam wird, so dass eine Überdosierung eintreten kann, die zu Atemdepression mit möglicherweise tödlichem Ausgang führt.
Oxycodon weist außerdem die üblichen unerwünschten Wirkungen der Opioide auf, z. B.: Krämpfe der Bronchialmuskeln, Krämpfe der glatten Muskulatur der Gallengänge, Miosis, Stimmungsveränderungen (unter anderem Angst, Depression, Euphorie), Schlafstörungen, Nervosität, Veränderungen der Leistungsfähigkeit (wie Denkstörungen, Sprachstörungen, Verwirrtheit, Erinnerungslücken), Wahrnehmungsstörungen (etwa Depersonalisation, Halluzinationen, Geschmacksstörungen, Sehstörungen), Sedierung (Müdigkeit bis Benommenheit), Schwindel, Kopfschmerzen, Tremor, unwillkürliche Muskelkontraktionen, Koordinationsstörungen, Unwohlsein, epileptische Krampfanfälle (besonders bei Vorliegen einer Epilepsie bzw. Neigung zu Krampfanfällen), Blutdrucksenkung, Verstopfung, Übelkeit, Erbrechen, Magen-Darm-Beschwerden, Blasenentleerungsstörungen (Harnverhalt), Schwitzen.

## Analytik
Zur zuverlässigen qualitativen und quantitativen Bestimmung in unterschiedlichem Untersuchungsmaterial wird nach angemessener Probenvorbereitung die Kopplung der Gaschromatographie oder HPLC mit der Massenspektrometrie eingesetzt. Als Untersuchungsmaterial kommen Blutserum, Blutplasma oder Urin zum Einsatz. Auch Haare eignen sich als Untersuchungsmaterial. Semiquantitative Immunoassays stehen ebenfalls für die Analytik zur Verfügung.

## Betäubungsmittelrechtliche Regelungen in Deutschland
Oxycodon ist in Deutschland ein verkehrsfähiges und verschreibungsfähiges Betäubungsmittel und darf nur auf einem Betäubungsmittelrezept verordnet werden. Der unerlaubte Besitz sowie der ungenehmigte Handel und die Weitergabe von Betäubungsmitteln werden mit Freiheitsstrafe bis zu fünf Jahren oder einer Geldstrafe bestraft (Betäubungsmittelgesetz § 29).
Das Mitführen eines Opioid-Ausweises (Name des Medikamentes, verordnete Dosis, Name des Patienten, Geburtsdatum, verordnender Arzt) kann gerade für Führer von Kraftfahrzeugen oder anderen versicherungsrelevanten Fahrzeugen bei Verkehrskontrollen sinnvoll sein, um nachzuweisen, dass kein Drogenmissbrauch vorliegt. Bei Reisen ins Ausland wird der Ausweis nicht als offizielles Dokument anerkannt.
Für Reisen unter Mitnahme von Betäubungsmitteln gelten innerhalb und außerhalb Europas besondere Vorschriften. Das Bundesinstitut für Arzneimittel und Medizinprodukte (BfArM) bietet Regelungen und Formulare auf seiner Website an.

## Oxycodon als gesellschaftliches Problem
Der US-amerikanische Pharmakonzern Purdue Pharma L.P. wurde im Jahr 2007 zu 634,5 Mio. US-Dollar Strafe verurteilt, weil er in der Packungsbeilage des Schmerzmedikaments Oxycontin nicht ausreichend gekennzeichnet hatte, dass das darin enthaltene Oxycodon wie andere Opioide ein hohes Abhängigkeitspotenzial besitzt. Oxycontin kam nach der Zulassung durch die FDA auf den Markt, obwohl es keine Langzeitstudien und keine Bewertung und Berücksichtigung seiner Suchtwirkung gegeben hatte.
Curtis Wright, der als Abteilungsleiter bei der FDA die Zulassung erteilte, verließ ein Jahr nach der Zulassung die FDA und wurde dann mit einer Einstiegsbonuszahlung von 400.000 US-Dollar bei Purdue Pharma angestellt. Purdue Pharma bewarb Oxycontin, bspw. mit Werbespots, aggressiv und unter der Behauptung, das Abhängigkeitsrisiko von OxyContin liege unter einem Prozent. So wendete Purdue Pharma jährlich neun Millionen US-Dollar für Essenseinladungen an Ärzte auf, um diese zu umwerben und darauf hinzuarbeiten, dass diese Oxycontin auch bei moderaten Schmerzen in hohen Dosen und über lange Zeiträume verschreiben. Tatsächlich liegt das Suchtpotenzial von Oxycodon nicht unter dem anderer Opioide, sondern laut Studien über dem von Morphium und Hydrocodon.
Nach der Zulassung im Jahr 1995 wurde OxyContin als medizinischer Durchbruch gefeiert; als ein lang anhaltendes Narkotikum, das Patienten mit mäßigen bis starken Schmerzen helfen könnte. Dementsprechend wurde Oxycontin in den USA verschrieben. Bspw. wird der Wirkstoff dort u. a. auch gegen Zahnschmerzen verordnet. In Deutschland ist die Verschreibungspraxis dagegen wesentlich strikter und restriktiver, und es wird, z. B. bei kleineren Eingriffen, auf deutlich schwächere Opioide, wie vor allem Tilidin mit Naloxonzusatz, zurückgegriffen (Codein dagegen wird eher bei bronchialen Erkrankungen verschrieben). In den USA hingegen avancierte Oxycontin aufgrund seiner eher leichten Verfügbarkeit besonders unter der weißen Landbevölkerung zu einer verbreiteten Droge – ein Umstand, der ihm den Beinamen Hillbilly Heroin eintrug.
Der US-Staat Florida kämpft seit 2010 gegen so genannte Pill Mills, Schmerzkliniken, in denen Opioide wie Oxycontin exzessiv verschrieben werden. 2010 lag Oxycontin in den Vereinigten Staaten auf Platz fünf der umsatzstärksten Medikamente. Durch staatliche Regulierung wurde die Verfügbarkeit seither verringert. Im Jahr 2013 lag Oxycontin in den Vereinigten Staaten auf Platz 18 der umsatzstärksten Medikamente. Der Umsatz betrug nun noch 2,5 Milliarden US-Dollar. Allerdings blühte dafür ein illegaler Handel mit der Substanz auf, und viele Oxycontin-Abhängige waren überdies auf Heroin umgestiegen, da dieses günstiger und teilweise auch besser verfügbar wurde. Dies hat dazu beigetragen, dass die Zahl der Heroinsüchtigen in den USA gerade außerhalb der Ballungsgebiete stark zunahm, sodass dies mit einer Epidemie gleichgesetzt wurde.
David Kessler, der damalige FDA-Vorsitzende, erklärte die Zulassung von OxyContin zu einem „der schlimmsten medizinischen Fehler“. Purdue Pharma erzielte mit Oxycontin einen Umsatz von insgesamt rund 35 Milliarden US-Dollar. Damit gehörte es zu den umsatzstärksten Arzneimitteln der Welt. Für ihre Mitverantwortung bei der Verbreitung der Droge verpflichtete sich die Beratungsfirma McKinsey 2021 zur Zahlung von 573 Mio. US-Dollar. Ab 2018 verfügte Purdue Pharma über Patente für ein Medikament auf Oxycontin-Basis, das den Opiat-Entzug unterstützen soll.
Der Dokumentarfilm Oxyana (2013) von Sean Dunne zeigt am Beispiel der Kleinstadt Oceana (Wyoming County, West Virginia), welche dramatischen Folgen der massenhafte Missbrauch von Schmerzmitteln wie Oxycodon für Betroffene, Familien und die Gesellschaft hat. Der Spielfilm Crisis von 2021 behandelt die Geschichte von Suchtbetroffenen und dem illegalen Oxycodon-Handel. Die seit dem 12. November 2021 auf Disney+ verfügbare Miniserie Dopesick setzt sich ebenfalls, inspiriert vom Sachbuch der Journalistin Beth Macy, Dopesick: Wie Ärzte und die Pharmaindustrie uns süchtig machen, mit dem Thema auseinander. Im Jahr 2023 wurde die Miniserie Painkiller veröffentlicht, die sich der Zulassung von Oxycontin und der Verantwortlichkeit von Purdue Pharma bzw. der dahinterstehenden Familie Sackler bezüglich des Beginns der Opioidkrise in den USA widmet.

## Handelsnamen
- Monopräparate: Carenox (A), Maridolor (A), Merlodon (A), Oxygesic (D), Oxycontin (A, CH, USA), Oxygerolan (A), Oxynorm (A, CH) Oxyconoica (D), zahlreiche Generika (D, A),
- Kombinationspräparate:
  - mit Naloxon: Targin (A, D, CH), Oxycodon-HCL / Naloxon-HCL Puren (D)
  - mit Paracetamol: Percocet (USA)
  - mit Acetylsalicylsäure: Percodan (USA)

## Rezeption in der Kunst
Barbara Kingsolver hat in ihrem Roman Demon Copperhead die Opioidkrise im ländlichen Amerika ab Mitte der 90er Jahre thematisiert. Das Buch wurde 2023 mit dem Pulitzer-Preis für Belletristik ausgezeichnet.